# Werner Otto
Werner Otto (nascido em 15 de abril de 1948) é um ex-ciclista alemão que competiu no ciclismo nos Jogos Olímpicos de Verão de 1972 em Munique, onde ganhou a medalha de prata na prova tandem, junto com Jürgen Geschke; eles terminaram em quinto em 1968. No Campeonato Mundial, Otto e Geschke ganharam duas medalhas de ouro, uma de prata e uma de bronze entre 1969 e 1973.